# Babia

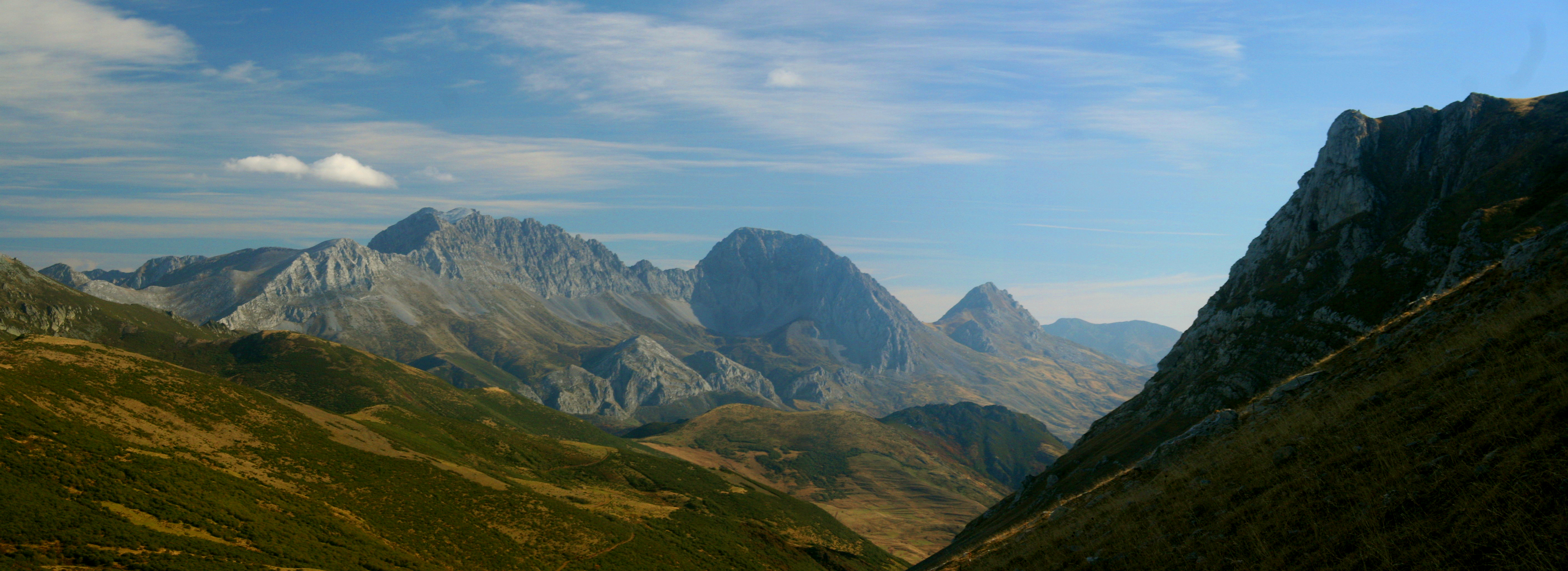
Massís de las Ubiñas

Babia és una comarca tradicional del nord-oest de Lleó (comunitat autònoma de Castella i Lleó) situada a la Comarca de la Montaña Occidental. Aquesta comarca tradicional està formada per 28 pobles.

## Etimologia del nom
El topònim deriva del llatí medieval de la forma Vadavia, això és, Vall de la Via.

## Geografia
Limita al nord i a l'est amb els concejos asturians de Teberga, Somiedo, Quirós i Lena. A l'oest amb la Comarca de Laciana. Al sud amb les comarques d'Omaña i Luna. Aquesta comarca és abundant en aigües i planures que des de sempre van determinar la seva principal riquesa: la ramaderia. Terra de tradició pastoral i marcada per la trashumància, actualment segueixen pujant ramats d'ovella merina als ports de Babia, que es lloguen per a tota la temporada i que comparteixen els pasturatges amb els nombrosos isards.
Ja des de l'edat mitjana, la Comarca de Babia es dividia en dos concejos: 
- Babia de Abajo, Babia Baja o Babia de Yuso (del llatí deorsum), ara ajuntament de San Emiliano.
- Babia de Arriba, Babia Alta o Babia de Suso (del llatí sursum, sussum), ara ajuntament de Cabrillanes.

Les muntanyes són de pedra calcària la pedra que caracteritza les seves muntanyes, d'un gris gairebé blanc i s'estima que en el seu subsòl existeix un gran complex d'avencs, coves i corrents subterranis. La Serralada Cantàbrica tanca les altes valls de Babia en els quals han desaparegut gairebé per complet els boscos, però amb una fauna i flora de gran riquesa. El fons de la vall de Babia és ampli, envoltat de cims que depassen els 2.000 metres d'altitud, en les quals s'han descobert petjades glaceres. Destaca per la seva altitud i majestuosidad el massís d'Ubiña, de 2.417 metres. En l'any 2004 va ser declarada Reserva de la Biosfera per la UNESCO, com una unitat més de la Gran Cantàbrica.

## Lingüística
El lleonès és la llengua pròpia del territori, amb una important presència tant en l'ús a nivell oral com en la producció bibliogràfica En aquesta variant del lleonès, els noms tradicionals de les localitats de Babia són:

### Poblacions deCabrichanes
- Cabrichanes
- La Cueta
- Guergas
- Tsáu
- Mena
- Meirói
- Las Murias
- Penalba
- Piedrafita
- Quintanietsa
- La Riera
- San Félis
- Torre
- La Veiga de Viechus

### Poblacions deSantu Mitsanu
- Candemuela
- Cuspedal
- Xenestosa
- La Maxuga
- Pinus
- Riuláu
- Rubléu
- Santu Mitsanu
- Turrebarriu
- Turrestíu
- Truébanu
- Vitsafelíz
- Vitsargusán
- Vitsasecinu

## Grans nuclis
Els nuclis més grans de població són San Emiliano, Cabrillanes, Huergas de Babia, Piedrafita de Babia, Torrebarrio, Quintanilla de Babia.

## Poblacions de Babia de Arriba (Cabrillanes)
- Cabrillanes
- La Cueta
- Huergas de Babia
- Lago de Babia
- Mena de Babia
- Meroy
- Las Murias
- Peñalba de los Cilleros
- Piedrafita de Babia
- Quintanilla de Babia
- Riera de Babia
- San Félix de Arce
- Torre de Babia
- Vega de Viejos

## Poblacions de Babia de Abajo (San Emiliano)
- Candemuela
- Cospedal
- Genestosa
- La Majúa
- Pinos
- Riolago
- Robledo de Babia
- San Emiliano
- Torrebarrio
- Torrestio
- Truébano
- Villafelíz de Babia
- Villargusán
- Villasecino

## Curiositats
Existeix una dita en l'idioma castellà, «estar en Babia», que prové d'aquesta comarca. Els reis de Lleó posseïen un palau en aquesta zona on passaven llargues temporades, sobretot en l'època estival. Els seus súbdits, justificaven l'absència dels seus monarques, dient que estaven en la seva residència estiuenca. L'entorn babià suposadament produïa un efecte relaxant en els reis que s'aïllaven allí dels seus problemes i preocupacions, de la mateixa manera quan no volien rebre a algú en audiència deien que «estaven a Babia». Amb el pas del temps l'ús d'aquesta expressió provocà la seva derivació en un dita popular molt comuna que s'aplica a la gent que està abstreta o despistada.